# Rechiar

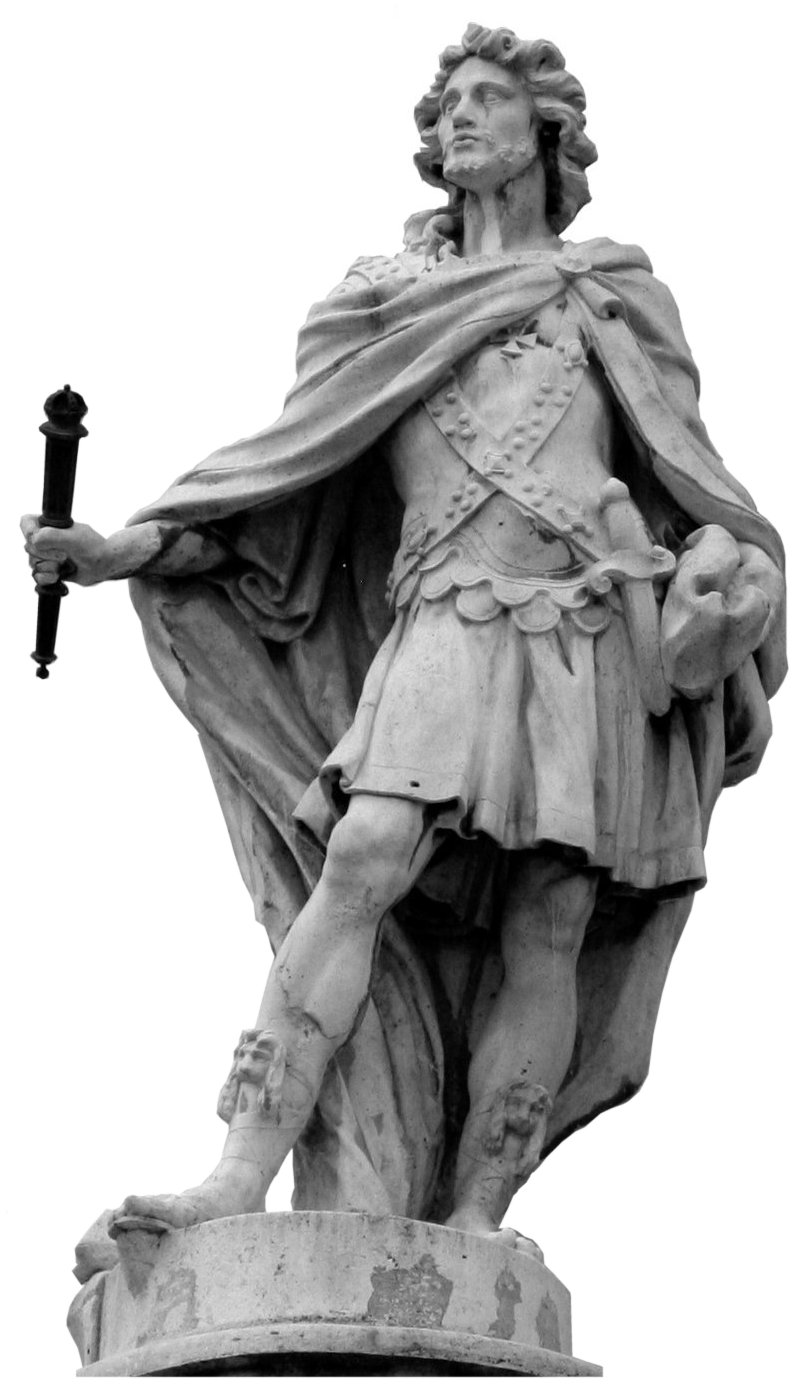
König Rechiar (Statue aus dem 18. Jahrhundert in Madrid)

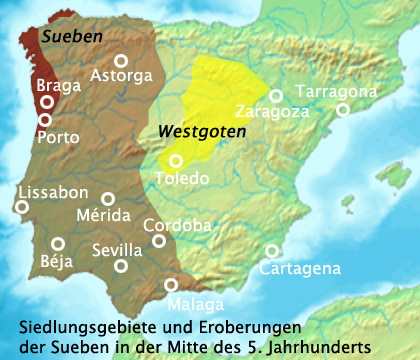
Unter König Rechiar herrschten die Sueben kurzzeitig vom Kap Finisterre bis zur Algarve und zum Mittelmeer

Rechiar († Dezember 456) war von 448 bis 456 n. Chr. König bzw. rex des Kriegerverbandes der Sueben im spanischen Galicien – des Suebenreiches. Die zeitgenössische Hauptquelle für Rechiars Leben ist die Chronik des Hydatius.

## Leben
Rechiar war der Sohn des suebischen Warlords (bzw. rex, „König“) Rechila. Dieser war noch Heide gewesen, doch Rechiar wurde noch vor seiner Thronbesteigung katholischer Christ. Wahrscheinlich wurde dieser Schritt durch römische Missionare gefördert, doch sind die genaueren Hintergründe für seinen Religionswechsel unbekannt. Die meisten seiner Männer blieben aber Heiden. Er wurde nach dem Tod seines Vaters (August 448) neuer rex der Sueben, doch war sein Amtsantritt mit Schwierigkeiten verbunden, da Mitglieder seiner Familie heimlich gegen seine Machtübernahme Widerstand leisteten. Um sich durchzusetzen, führte er nun in Nachahmung seines Vaters einen großen Plünderungszug durch.
Zur Gattin nahm sich Rechiar 449 eine arianische westgotische Prinzessin, die Tochter Theoderichs I. Diese trug dazu bei, dass die Sueben später den Arianismus annahmen. Der katholische König Rechiar stellt somit eine Ausnahme dar.
In Gallaecia, das die Sueben längst in Besitz genommen hatten und effektiv beherrschten, erkannte die kaiserliche Regierung sie formal als foederati an. Rechiar nutzte die Wirren, denen Westrom seit Jahrzehnten ausgesetzt war, und agierte geschickt im Machtvakuum, das in Hispanien entstanden war. Als faktisch unabhängiger Herrscher, der den Machtbereich der Sueben am weitesten ausdehnte, ließ der in Bracara (heute Braga) residierende Rechiar eigene Münzen mit der Aufschrift iussu Richiari regis schlagen. Von diesen blieben drei Siliquae (leichte, spätantike Silbermünzen) erhalten, Nachprägungen von Münzen des Kaisers Honorius. Da er die aktuelle weströmische Regierung unter Valentinian III. nicht anerkannte, setzte er auch keine kaiserlichen Beamten in der Verwaltung ein.
Im Februar 449 drang Rechiar bei einem Raubzug auf das Territorium der Basken vor. Dann reiste er nach Gallien und stattete dort Theoderich I. einen Besuch ab (Juli 449). Als er zurückkehrte, verheerte er in einem für einen germanischen Kriegerverband einzigartigen Bündnis mit aufständischen kelto-romanischen Bauern, den Bagauden unter ihrem Anführer Basilius, die Umgebung der Stadt Caesaraugusta (heute Saragossa) und griff zu einer List, um Ilerda (heute Lleida) erobern zu können. Er machte viele Gefangene, konnte aber die Provinzhauptstadt Tarragona nicht einnehmen. Am Angriff des Hunnen Attila auf Gallien (451) scheint er nicht teilgenommen zu haben. Stattdessen suchte er den Ausgleich mit der weströmischen Regierung in Ravenna und handelte daher mit Kaiser Valentinian III. 452 einen neuen Bündnisvertrag (foedus) aus, den er nach dem Tod des mächtigen Heermeisters Aëtius Ende 454 bestätigte.
Der Frieden zwischen den Sueben und dem Römischen Reich endete aber, nachdem Valentinian III. ermordet worden war (16. März 455) und der Vandale Geiserich kurz darauf Rom überfallen hatte. Die dadurch offenbar gewordene Schwächung der weströmischen Regierung verlockte Rechiar angeblich dazu, nun ganz Spanien zu erobern und sich formal unabhängig zu machen. So griff er Ende 455 die während der früheren Friedenszeit wieder den Römern abgetretene Carthaginiensis an. Keinen Erfolg hatten die von seinem Schwager, dem Westgoten Theoderich II., sowie dem neuen Kaiser Avitus geschickten Boten in ihrer Bemühung, den Sueben von weiteren kriegerischen Aktionen abzuhalten. Stattdessen plünderte er die letzte unter effektiver römischer Herrschaft stehende Provinz Spaniens, die Tarraconensis.
Im Auftrag des Avitus zogen daraufhin die westgotischen foederati mit starkem Aufgebot und zusammen mit Burgunden unter ihrem rex Gundioch auf die Iberische Halbinsel, um das Land wieder der Kontrolle Ravennas zu unterwerfen. Rechiar wollte den Angriff an der Grenze der Tarraconensis abwehren. Er erlitt aber am 5. Oktober 456 beim Campus Paramus am kleinen Fluss Urbicus (heute Órbico), 12 Meilen von Asturica (heute Astorga) entfernt, eine schwere Niederlage gegen Theoderich II. Dieser eroberte darauf die suebische Metropole Bracara (28. Oktober 456) und plünderte sie brutal aus. Der im Kampf bei Asturica verletzte Rechiar suchte laut Hydatius sein Heil in der Flucht nach Galicien; der Geschichtsschreiber Jordanes berichtet später, dass er auf dem Seeweg flüchten wollte, aber durch ungünstige Winde zurückgetrieben und gefangen genommen wurde. Jedenfalls erfolgte die Verhaftung in Portus Cale (heute Porto in Portugal). Rechiar wurde auf Befehl Theoderichs II. im Dezember 456 hingerichtet.
Die Sueben unterwarfen sich den Westgoten, doch ist bereits kurz darauf ein Aufstand unter Agiulf bezeugt. Später gewann der Verband seine Eigenständigkeit zurück – wenn auch in stark geschwächter Form – und bestand unter eigenen reges noch bis 585 fort.